# Jean Céa
Jean Céa (Aïn Témouchent, Argélia, 1932) é um matemático francês, que trabalha com análise matemática, otimização e análise numérica.
Céa nasceu na Argélia, filho de pais espanhóis naturalizados franceses. Estudou na Ecole normale d'instituteurs d'Oran e na École normale supérieure de Saint-Cloud. Obteve um doutorado em 1964, orientado por Jacques-Louis Lions, com a tese Approximation variationnelle des problèmes aux limites. Foi professor da Universidade de Nice Sophia Antipolis.
O Lema de Céa é denominado em sua homenagem, que ele provou em sua tese. É um resultado importante para a estimativa de erro no Método dos Elementos Finitos. 
Recebeu o Prêmio Poncelet de 1975. É membro da Academia Europaea.

## Obras
- Optimisation: théorie et algorithmes, Dunod 1971
- Lectures on optimization : theory and algorithms, Tata Institute of Fundamental Research, Springer 1978, pdf
- Approximation et méthodes itératives de résolution d'inéquations variationnelles et de problèmes non linéaires,  Institut de recherche d'information et d'automatique (IRIA), Rocquencourt 1974
- Une vie de mathématicien. Mes émerveillements, Harmattan 2010
- Jeunes pousses en folie, Harmattan 2012 (romance)